# Hypericum pseudolaeve
Hypericum pseudolaeve är en johannesörtsväxtart som beskrevs av Robson. Hypericum pseudolaeve ingår i släktet johannesörter, och familjen johannesörtsväxter. Inga underarter finns listade i Catalogue of Life.